# Лайкова
Ла́йкова (рос. Лайкова) — присілок у складі Ішимського району Тюменської області, Росія.
Стара назва — Бутирка.
Населення — 57 осіб (2010, 80 у 2002).
Національний склад станом на 2002 рік:
- росіяни — 72 %